# Eyaletet Egypten
Eyaletet Egypten var den period i Egyptens historia då landet 1517 till 1798 var en direktstyrd provins, eyalet, av Osmanska riket.
Sultanen för Osmanska riket, Selim I, erövrade 1517 Kairo och hela Egypten där mamlukerna sedan 1250 innehade makten, det så kallade  Mamluksultanatet. Han lät styra den nya provinsen genom ofta ombytta osmanska ståthållare, men mamlukernas välde var dock störtat mera till formen än i verkligheten. De mamlukiske provinshövdingarna (bejerna) härskade nämligen nästan oinskränkt, var i sin ort, och deras valde ledare blev ofta den verklige regenten, medan den osmanske paschans makt var illusorisk. 
Den infödda befolkningen förtrycktes lika skoningslöst som före den osmanska erövringen. En av de mäktiga ledande provinshövdingarna, Ali bey, förklarade sig 1768 oberoende av den osmanske sultanen och lät genom scheriffen av Mecka utropa sig till storsultan över Egypten. Han försökt även erövra Syrien, men blev där mördad, varefter några andra bejer, till namnet erkännande osmanernas överhöghet, ryckte till sig regeringsmakten i Egypten.
En vändpunkt i maktinnehavet inträdde genom Napoleon Bonapartes expedition till Egypten 1798.